# Hydriomena monetata
Hydriomena monetata är en fjärilsart som beskrevs av Meves 1914. Hydriomena monetata ingår i släktet Hydriomena och familjen mätare. Inga underarter finns listade i Catalogue of Life.